# 石榴庄站
石榴庄站是一个位于中国北京市丰台区大红门街道石榴庄路、光彩路交叉口，属于北京地铁10号线的地铁车站，于2012年12月30日开通运营。

## 车站结构

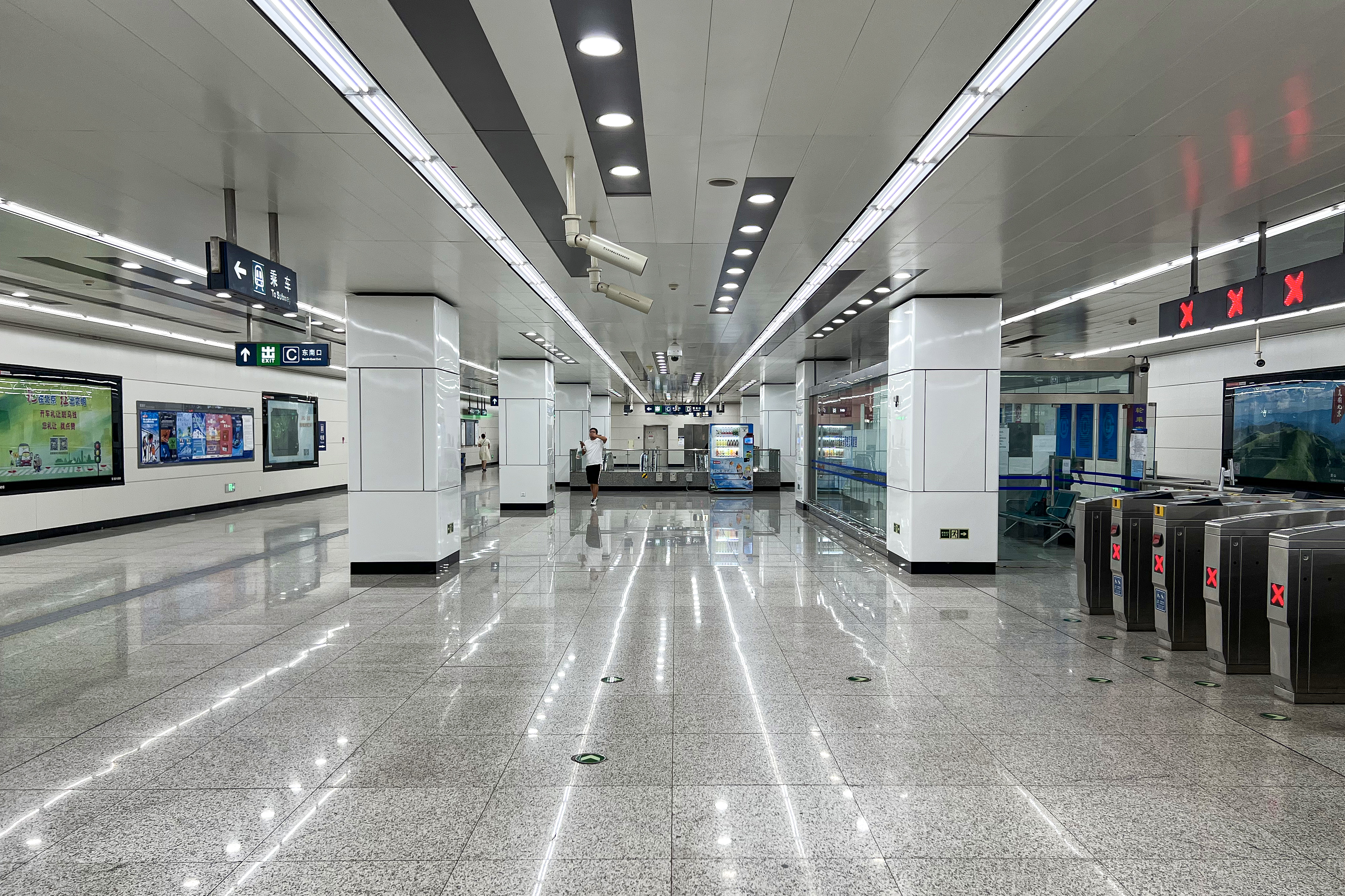
站厅

| 地面层          | 街道                   | C—D出入口                        |
| 地下一层 站厅层 | 站厅                   | 客务中心、自动售票机、进出站闸机 |
| 地下二层 设备层 |                        |                                  |
| 地下三层 站台层 |                        | █ 10号线内环（大红门）           |
| 地下三层 站台层 | 岛式站台，左側開门     |                                  |
| 地下三层 站台层 | █ 10号线外环（宋家庄） |                                  |

## 出入口
本站仅有的两个出入口全部位于时村大街南侧，路北并无出入口。
|                       |          |                          |      |                |
| 编号                  | 指示     | 建议前往的目的地         | 照片 | 无障碍设施图片 |
| 出口 · C · 升降机标志 | 光彩路   | 石榴园南里、京深海鲜市场 |      |                |
| 出口 · D              | 时村大街 | 佟麟阁中学               |      | 不適用         |
| 註： 設有             |          |                          |      |                |